# Senatus Populusque Romanus
Senatus Populusque Romanus (w skrócie SPQR) – łacińska formuła oznaczająca „senat i lud rzymski”. Formuła ta stanowiła w starożytności oficjalną nazwę Cesarstwa Rzymskiego, a skrót SPQR, do czasu rozpowszechnienia się na to miejsce wizerunku orła, spełniał funkcję godła państwowego.

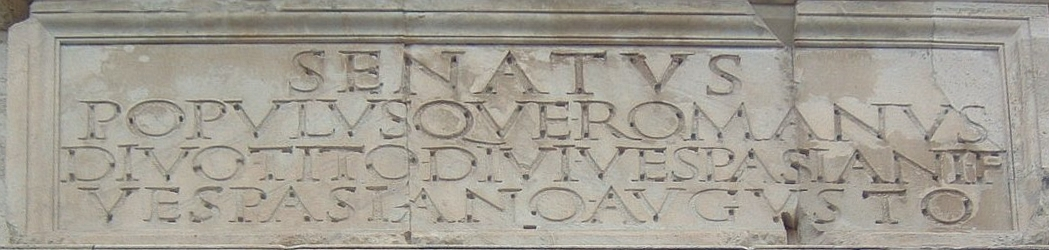
Inskrypcja na Łuku Tytusa w Rzymie: SENATVS / POPVLVSQVE·ROMANVS /
DIVO·TITO·DIVI·VESPASIANI·F[ILIO] / VESPASIANO·AVGVSTO (CIL VI 945)

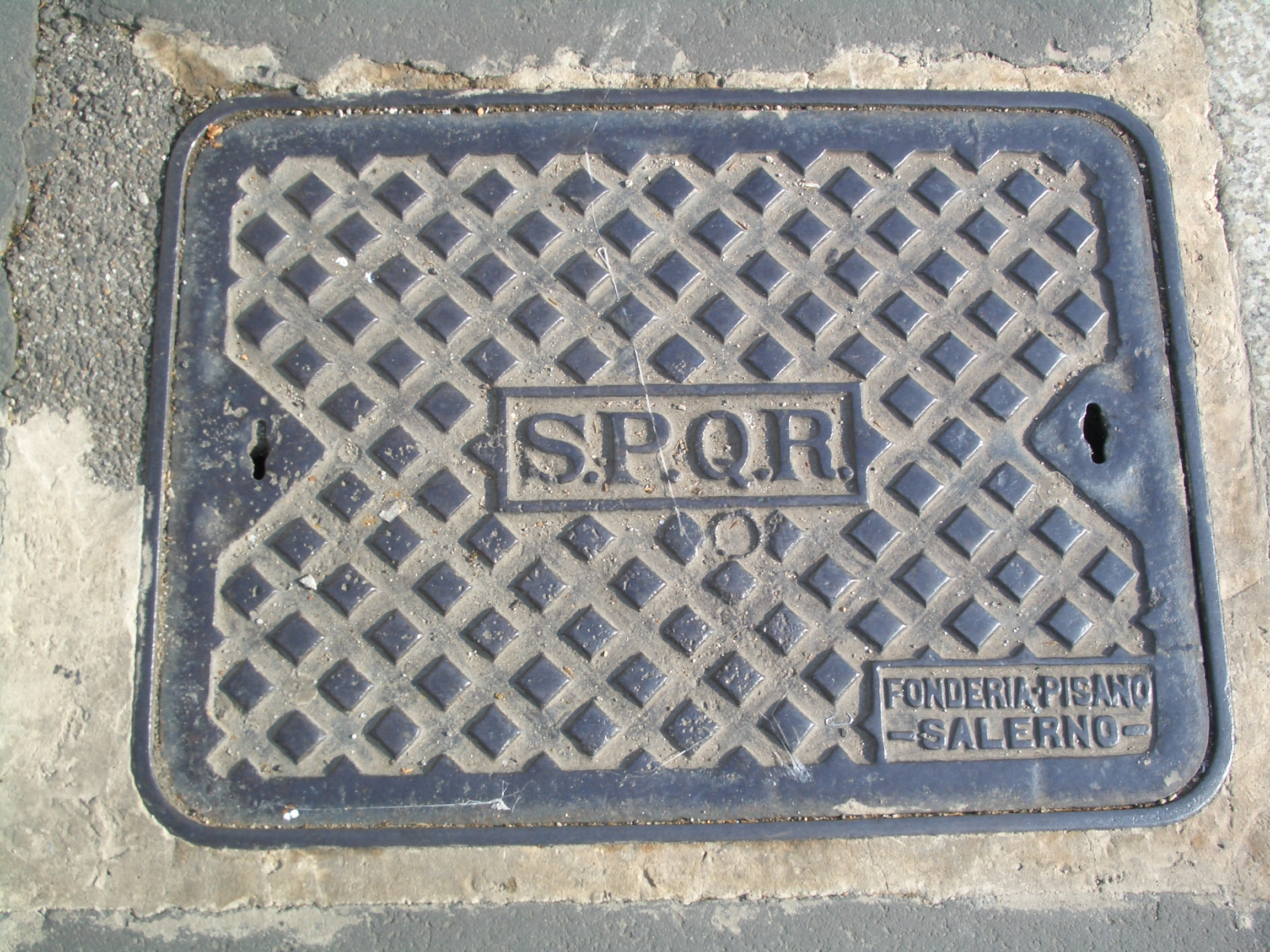
Pokrywa studzienki w Rzymie

Realnie rozpowszechniona i wprowadzona przez Oktawiana Augusta. Hasło to było obrazem jego polityki oparcia władzy na senacie, stąd senat jako pierwszy w tym powiedzeniu.
Skrót SPQR pojawiał się na monetach okresu republiki, na sztandarach legionów senackich oraz monumentach i pomnikach fundowanych przez senat rzymski.
Skrót SPQR jest w samym Rzymie używany do dziś. Widnieje w herbie stolicy Włoch, umieszcza się go na słupach ogłoszeniowych, przystankach autobusowych, pokrywach od studzienek kanalizacyjnych, latarniach ulicznych i innych obiektach użyteczności publicznej w całym Rzymie.
Formułę tę w sposób sparafrazowany wykorzystywano w okresie renesansu w tych miastach europejskich, które posiadając uprawnienia autonomiczne nawiązywały do idealnego miasta-republiki wzorując się na starożytnym Rzymie. W Polsce takie przywileje wolności prawno-ustrojowej posiadały tylko Gdańsk i Toruń. W Toruniu skrót SPQT (Senatus Populusque Thorunensis) zachował się do dziś na portalu prowadzącym do Sali Rady (Senatu) w Ratuszu Staromiejskim.